# Glamoč
Glamoč es una municipalidad y localidad de Bosnia y Herzegovina. Se encuentra en el cantón 10, dentro del territorio de la Federación de Bosnia y Herzegovina. La capital de la municipalidad de Glamoč es la localidad homónima.

## Localidades
La municipalidad de Glamoč se encuentra subdividida en las siguientes localidades:
- Babića Brdo.
- Biličić.
- Crni Vrh.
- Ćirići.
- Ćoslije.
- Dolac.
- Dragnjić.
- Dubrave.
- Đuličan.
- Glamoč (capital).
- Glavica.
- Halapić.
- Hasanbegovci.
- Hasići.
- Hotkovci.
- Hozići.
- Hrbine.
- Isakovci.
- Jakir.
- Kamen.
- Karajzovci.
- Karlovac.
- Kopić.
- Korićna.
- Kovačevci.
- Krasinac.
- Malkočevci.
- Malo Selo.
- Maslina Strana.
- Mladeškovci.
- Odžak.
- Opačić.
- Perduhovo Selo.
- Petrovo Vrelo.
- Podglavica.
- Podgradina.
- Podgreda.
- Podkraj.
- Popovići.
- Pribelja.
- Prijani.
- Radaslije.
- Rajićke.
- Reljino Selo.
- Rore.
- Rudine.
- Skucani.
- Staro Selo.
- Stekerovci.
- Šumnjaci.
- Vagan.
- Vidimlije.
- Vrba.
- Zaglavica.
- Zajaruga.

## Demografía
En el año 2009 la población de la municipalidad de Glamoč era de 4 710 habitantes. La superficie del municipio es de 1 033,6 kilómetros cuadrados, con lo que la densidad de población era de 5 habitantes por kilómetro cuadrado.